# Nadia Battocletti
Nadia Battocletti (Cles, 12 aprile 2000) è una mezzofondista italiana, medaglia d'argento nei 10000 metri piani ai Giochi olimpici di Parigi 2024 nonché campionessa europea dei 5000 e dei 10000 metri piani a Roma 2024.
È l’attuale primatista italiana dei 5000 e dei 10000 metri piani, nonché dei 5 km e dei 10 km su strada e dei 3000 metri piani (sia outdoor che indoor). Detiene inoltre le migliori prestazioni italiane under 20 e under 23 dei 3000 metri piani (sia outdoor che indoor).

## Biografia
Figlia del mezzofondista e maratoneta italiano Giuliano Battocletti e dell'ottocentista marocchina Jawhara Saddougui, Nadia è nata a Cles e cresciuta poi a Cavareno.
Si professa musulmana praticante.

## Carriera

### Dagli inizi al 2023
Allenata dal padre, ha iniziato a praticare l'atletica leggera nel 2012 presso l'Atletica Valli di Non e Sole, per poi passare nel 2018 al Gruppo Sportivo Fiamme Azzurre. A livello giovanile ha conquistato una medaglia di bronzo e una d'argento rispettivamente nei 3000 metri piani agli europei under 20 di Grosseto 2017 e nei 5000 metri piani agli europei under 20 di Borås 2019. 
Specialista della corsa campestre, è l'unica atleta (sia al maschile che al femminile) ad aver vinto entrambe le competizioni giovanili degli europei di cross per due volte. È infatti campionessa europea individuale di corsa campestre per quattro edizioni consecutive, a Tilburg 2018 e Lisbona 2019 nella gara U20 e a Dublino 2021 e Venaria 2022 nella gara U23. 
Il 5 giugno 2021, durante una gara a Gravellona Toce, ha fatto registrare la migliore prestazione italiana under 23 dei 3000 metri piani con il tempo di 8'54"91, poi portato a 8'50"66 l’anno successivo in occasione della tappa di Doha della Diamond League.
Ha rappresentato l'Italia ai Giochi olimpici estivi di Tokyo 2020, disputati nel 2021 a causa della pandemia di COVID-19, dove si è classificata 7ª nei 5000 m piani, realizzando la miglior prestazione nazionale under 23 (14'46"29).
Il 23 luglio 2023, in occasione dei London Anniversary Games, 10ª tappa della Diamond League, ha stabilito il nuovo record italiano dei 5000 metri piani con il tempo di 14'41"30, migliorando il vecchio primato di Roberta Brunet (14'44"50) che resisteva dal 1996. Il 23 agosto partecipa ai mondiali a Budapest nei 5000 metri piani qualificandosi per la finale con un tempo molto vicino al record italiano, 14'41"78. Termina la finale al 16º posto dopo aver perso contatto con le altre atlete intorno al terzo chilometro. Il 10 dicembre, alla sua prima partecipazione da seniores, ottiene una storica medaglia d'argento ai campionati europei di corsa campestre di Bruxelles 2023.

### Dal 2024

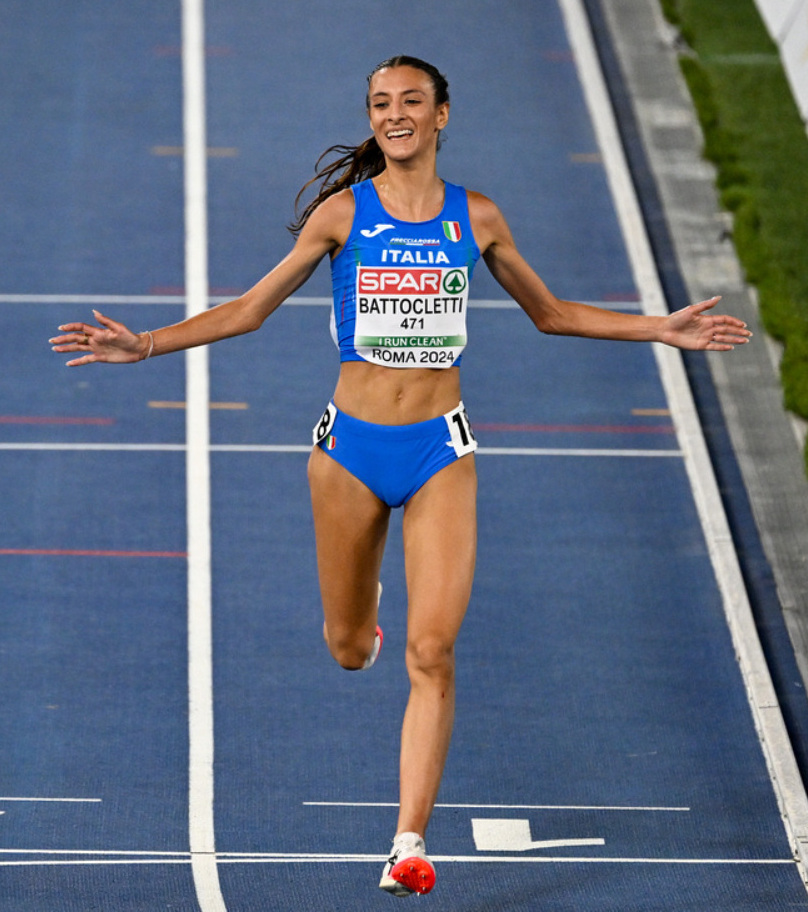
Battocletti vince i 10000 metri piani femminili ai campionati europei di atletica leggera 2024 a Roma

Il 7 giugno 2024, agli europei casalinghi di Roma, vince la medaglia d'oro nei 5000 metri piani con il crono di 14'35"29, siglando il primato italiano e il record dei campionati; quattro giorni più tardi sale sul gradino più alto del podio anche nei 10000 metri piani con il tempo di 30'51"32, anch'esso primato italiano.
Ha fatto la sua seconda apparizione olimpica a Parigi 2024, in cui ha ottenuto il 4º posto nei 5000 m piani nella finale del 5 agosto, terminando alle spalle delle keniane Beatrice Chebet e Faith Kipyegon e dell'olandese Sifan Hassan; grazie al tempo di 14'31"64 ha migliorato il record italiano sulla distanza. Originariamente le era stato attribuito il bronzo, ma al termine della gara è stato accolto il ricorso della federazione keniana contro la squalifica inflitta a Faith Kipyegon per una presunta spinta all'etiope Gudaf Tsegay, mentre era in testa alla gara al penultimo giro.
Il 9 agosto vince la medaglia d'argento nei 10000 metri piani con il crono di 30'43"35 (nuovo record nazionale italiano), alle spalle della sola primatista mondiale nella specialità, Beatrice Chebet.
L'8 dicembre 2024 vince la medaglia d'oro nella gara senior e nella gara a squadre agli europei di corsa campestre di Antalya. Con questo risultato è la prima donna di sempre a trionfare nelle tre categorie (under 20, under 23 e assoluta) ai campionati continentali di cross.
Il 13 aprile 2025 partecipa agli europei di corsa su strada, dove vince la medaglia d'oro nella 10 km e nella gara a squadre femminile. Il 3 maggio, nel corso della Speed Race a Tokyo, arriva seconda nei 5 km su strada stabilendo il record europeo con il tempo di 14'32". Il 25 maggio a Rabat sigla il nuovo record italiano sui 3000 metri piani in 8'26"27, mentre al Golden Gala di Roma il 6 giugno migliora di oltre otto secondi il suo record nazionale sui 5000 metri, portandolo a 14'23"15.

## Record nazionali
Seniores
- 3000 metri piani : 8'26"27 ( Rabat, 25 maggio 2025)[18]

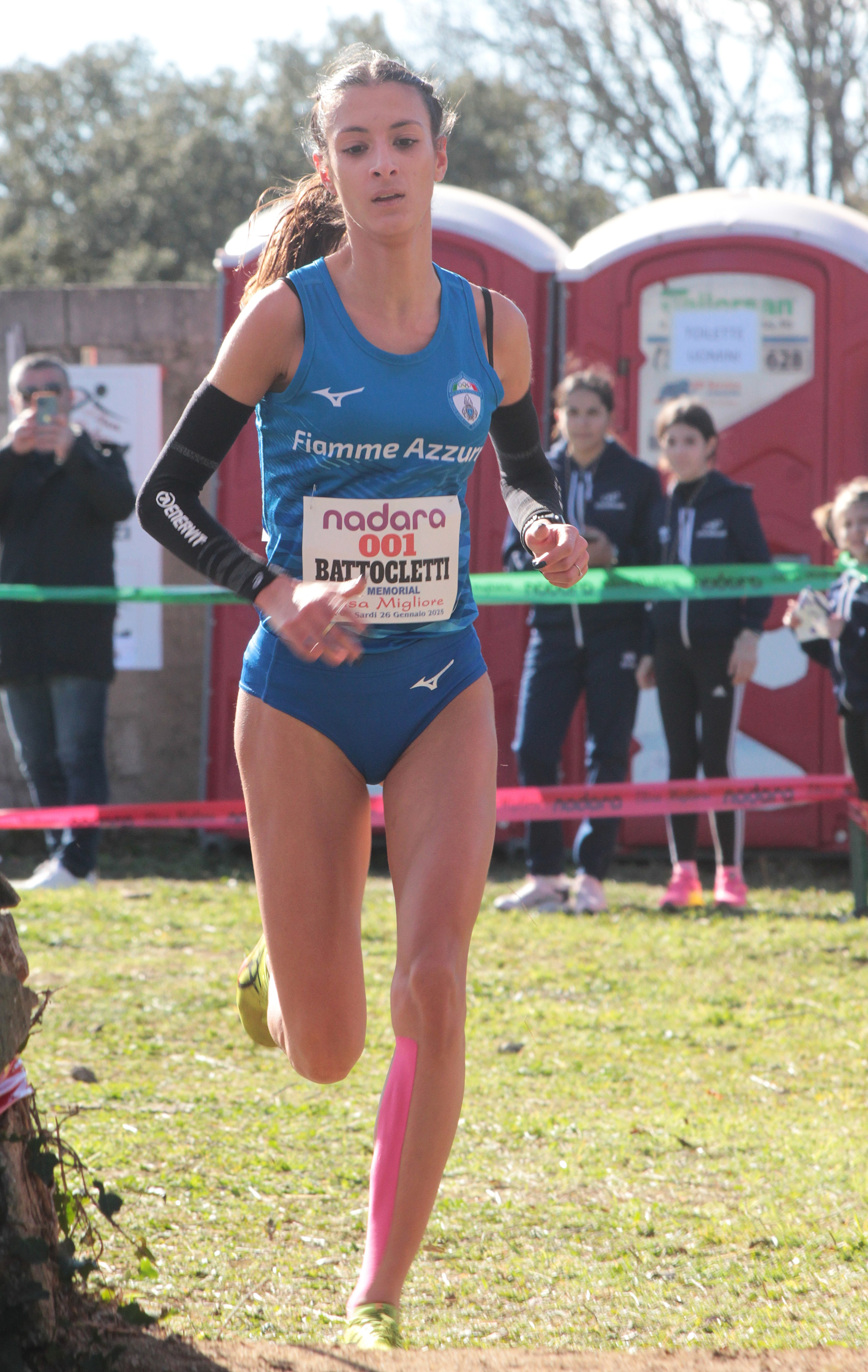
Battocletti nel 2025 al cross di Alà dei Sardi

- 3000 metri piani indoor: 8'30"82 ( Liévin, 13 febbraio 2025)
- 5000 metri piani: 14'23"15 ( Roma, 6 giugno 2025)
- 10000 metri piani: 30'43"35 ( Parigi, 9 agosto 2024)
- 5 km su strada: 14'32" ( Tokyo, 3 maggio 2025)
- 10 km su strada: 31'10" ( Lovanio, 13 aprile 2025)

Promesse (under 23)
- 3000 metri piani: 8'50"66 ( Doha, 13 maggio 2022)
- 3000 metri piani indoor: 8'41"72 ( Val-de-Reuil, 14 febbraio 2022)
- 5000 metri piani: 14'46"29 ( Tokyo, 2 agosto 2021)
- 5 km su strada: 15'13" ( Herzogenaurach, 30 aprile 2022)

Juniores (under 20)
- 3000 metri piani: 9'04"46 ( Göteborg, 16 agosto 2019)
- 3000 metri piani indoor: 9'18"33 ( Ancona, 17 febbraio 2019)

## Progressione

### 3000 metri piani
| Stagione | Tempo   | Luogo           | Data      | Rank. Mond. |
| -------- | ------- | --------------- | --------- | ----------- |
| 2025     | 8'26"27 | Rabat           | 25-5-2025 |             |
| 2022     | 8'50"66 | Doha            | 13-5-2022 | 29ª         |
| 2021     | 8'54"91 | Gravellona Toce | 5-6-2021  | 19ª         |
| 2020     | 9'23"20 | Cles            | 22-8-2020 | 174ª        |
| 2019     | 9'04"46 | Göteborg        | 16-8-2019 | 64ª         |
| 2018     | 9'13"45 | Tampere         | 11-6-2018 | 141ª        |
| 2017     | 9'24"01 | Grosseto        | 22-7-2017 | 284ª        |
| 2016     | 9'49"53 | Tbilisi         | 15-7-2016 | 686ª        |

### 3000 metri piani indoor
| Stagione | Tempo   | Luogo        | Data      | Rank. Mond. |
| -------- | ------- | ------------ | --------- | ----------- |
| 2024/25  | 8'30"82 | Liévin       | 13-2-2025 |             |
| 2022/23  | 8'44"96 | Istanbul     | 4-3-2023  | 33ª         |
| 2021/22  | 8'41"72 | Val-de-Reuil | 14-2-2022 | 13ª         |
| 2020/21  | 9'20"47 | Padova       | 17-1-2021 | 150ª        |
| 2018/19  | 9'18"33 | Ancona       | 17-2-2019 | 110ª        |

### 5000 metri piani
| Stagione | Tempo    | Luogo   | Data       | Rank. Mond. |
| -------- | -------- | ------- | ---------- | ----------- |
| 2025     | 14'23"15 | Roma    | 6-6-2025   |             |
| 2024     | 14'31"64 | Parigi  | 5-8-2024   | 12ª         |
| 2023     | 14'41"30 | Londra  | 23-7-2023  | 20ª         |
| 2022     | 15'10"90 | Monaco  | 18-8-2022  | 71ª         |
| 2021     | 14'46"29 | Tokyo   | 2-8-2021   | 24ª         |
| 2020     | 15'46"26 | Modena  | 18-10-2020 | 158ª        |
| 2019     | 16'09"39 | Borås   | 21-7-2019  | 497ª        |
| 2018     | 16'15"30 | Pescara | 8-9-2018   | 496ª        |

### 10000 metri piani
| Stagione | Tempo    | Luogo  | Data      | Rank. Mond. |
| -------- | -------- | ------ | --------- | ----------- |
| 2024     | 30'43"35 | Parigi | 9-8-2024  | 18ª         |
| 2023     | 31'06"42 | Londra | 20-5-2023 | 26ª         |

## Palmarès

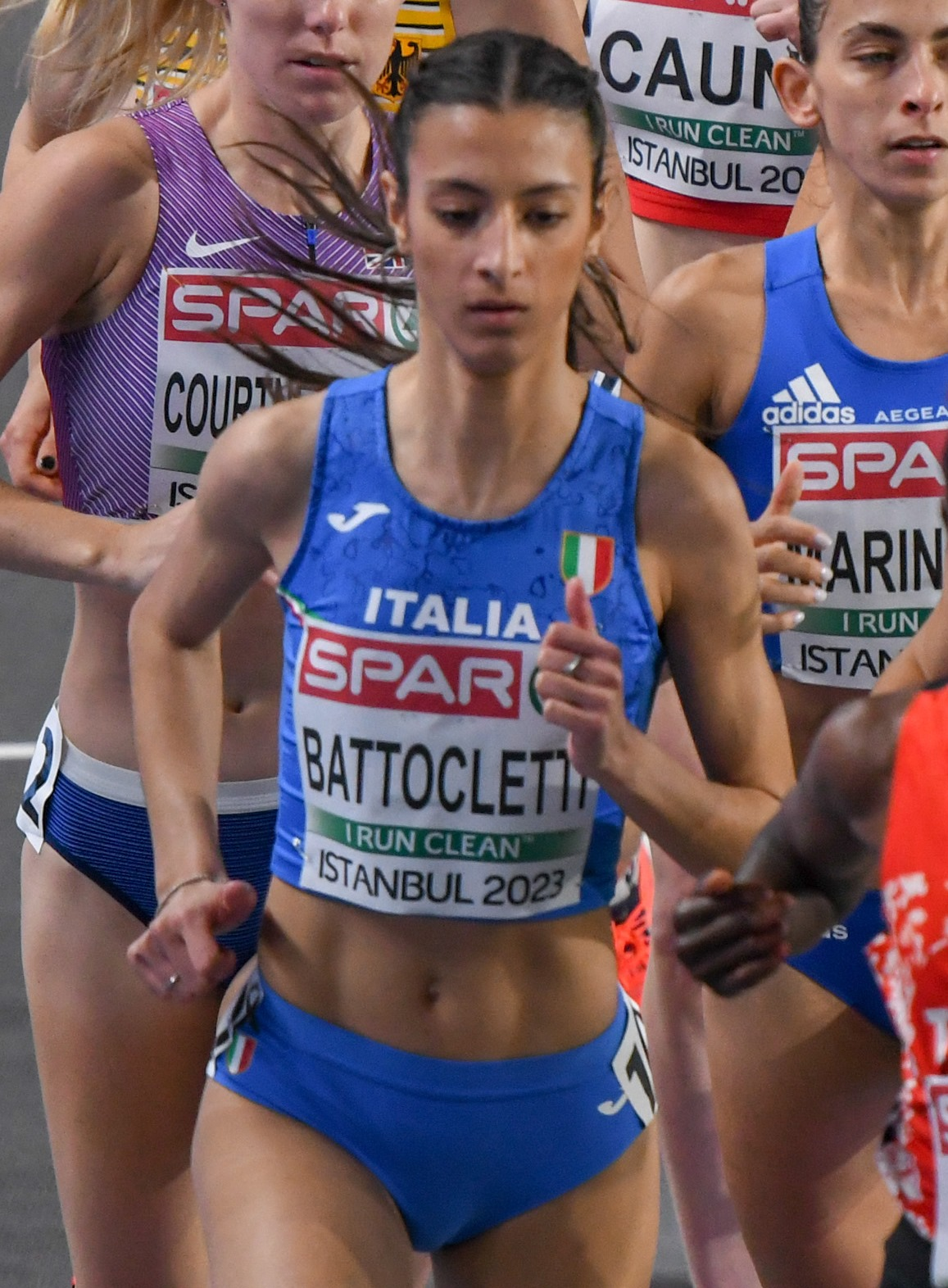
Nadia Battocletti ai campionati europei di atletica leggera indoor 2023

| Anno | Manifestazione           | Sede                | Evento                | Risultato | Prestazione | Note                                     |
| ---- | ------------------------ | ------------------- | --------------------- | --------- | ----------- | ---------------------------------------- |
| 2016 | Europei U18              | Tbilisi             | 3000 m piani          | 6ª        | 9'49"53     | Miglior prestazione personale            |
| 2017 | Mondiali di cross        | Kampala             | Corsa U20             | 34ª       | 21'27"      |                                          |
| 2017 | Europei U20              | Grosseto            | 3000 m piani          | Bronzo    | 9'24"01     | Miglior prestazione personale            |
| 2017 | Europei di cross         | Šamorín             | Corsa U20             | 5ª        | 14'07"      |                                          |
| 2017 | Europei di cross         | Šamorín             | A squadre U20         | Argento   | 33 p.       |                                          |
| 2018 | Mondiali U20             | Tampere             | 3000 m piani          | 8ª        | 9'13"45     | Miglior prestazione personale            |
| 2018 | Europei di cross         | Tilburg             | Corsa U20             | Oro       | 13'46"      |                                          |
| 2019 | Mondiali di cross        | Aarhus              | Corsa U20             | 23ª       | 22'24"      |                                          |
| 2019 | Europei U20              | Borås               | 5000 m piani          | Argento   | 16'09"39    | Miglior prestazione personale            |
| 2019 | Europei di cross         | Lisbona             | Corsa U20             | Oro       | 13'58"      |                                          |
| 2019 | Europei di cross         | Lisbona             | A squadre             | Argento   | 29 p.       |                                          |
| 2021 | Europei U23              | Tallinn             | 5000 m piani          | Oro       | 15'37"4     | m                                        |
| 2021 | Giochi olimpici          | Tokyo               | 5000 m piani          | 7ª        | 14'46"29    | Miglior prestazione nazionale under 23   |
| 2021 | Europei di cross         | Dublino             | Corsa U23             | Oro       | 20'32"      |                                          |
| 2021 | Europei di cross         | Dublino             | A squadre             | Oro       | 18 p.       |                                          |
| 2022 | Europei                  | Monaco              | 5000 m piani          | 7ª        | 15'10"90    | Miglior prestazione personale stagionale |
| 2022 | Europei di cross         | Venaria Reale       | Corsa U23             | Oro       | 19'55"      |                                          |
| 2022 | Europei di cross         | Venaria Reale       | A squadre             | Argento   | 31 p.       |                                          |
| 2023 | Europei indoor           | Istanbul            | 3000 m piani          | 4ª        | 8'44"96     |                                          |
| 2023 | Giochi europei           | Chorzów             | 5000 m piani          | Argento   | 15'25"09    | [ 20 ]                                   |
| 2023 | Giochi europei           | Chorzów             | A squadre             | Oro       | 426,5 p.    | [ 20 ]                                   |
| 2023 | Mondiali                 | Budapest            | 5000 m piani          | 16ª       | 15'27"86    | [ 21 ]                                   |
| 2023 | Mondiali corsa su strada | Riga                | 5 km                  | 5ª        | 14'45"      |                                          |
| 2023 | Europei di cross         | Bruxelles           | Corsa seniores (9 km) | Argento   | 34'25"      |                                          |
| 2024 | Europei                  | Roma                | 5000 m piani          | Oro       | 14'35"29    |                                          |
| 2024 | Europei                  | Roma                | 10000 m piani         | Oro       | 30'51"32    |                                          |
| 2024 | Giochi olimpici          | Parigi              | 5000 m piani          | 4ª        | 14'31"64    |                                          |
| 2024 | Giochi olimpici          | Parigi              | 10000 m piani         | Argento   | 30'43"35    |                                          |
| 2024 | Europei di cross         | Antalya             | Corsa seniores        | Oro       | 25'43"      |                                          |
| 2024 | Europei di cross         | Antalya             | A squadre             | Oro       | 33 p.       |                                          |
| 2025 | Europei su strada        | Bruxelles e Lovanio | 10 km                 | Oro       | 31'10"      | [ 22 ]                                   |
| 2025 | Europei su strada        | Bruxelles e Lovanio | A squadre             | Oro       | 1h34'33"    |                                          |

## Campionati nazionali
- 2 volte campionessa italiana assoluta dei 1500 m piani (2021, 2025)
- 5 volte campionessa italiana assoluta dei 5000 m piani (2018, 2020, 2023, 2024, 2025)
- 1 volta campionessa italiana assoluta dei 10000 m piani (2023)
- 1 volta campionessa italiana assoluta dei 10 km su strada (2023)
- 5 volte campionessa italiana assoluta di cross lungo (2021, 2022, 2023, 2024, 2025)
- 2 volte campionessa italiana under 23 di cross lungo (2021, 2022)
- 2 volte campionessa italiana under 20 dei 5000 m piani (2018, 2019)
- 1 volta campionessa italiana under 20 indoor dei 1500 m piani (2019)
- 2 volte campionessa italiana allieve dei 3000 m piani (2016, 2017)

2014
- Oro ai campionati italiani cadette di corsa in montagna - 7'48"

2016
- Oro ai campionati italiani allievi, 3000 m piani - 9'59"02
- Oro ai campionati italiani allievi di corsa su strada, 6km

2017
- Oro ai campionati italiani allievi, 3000 m piani - 9'44"46

2018
- Oro ai campionati italiani juniores, 5000 m piani - 16'37"76
- Oro ai campionati italiani assoluti (Pescara), 5000 m piani - 16'15"30

2019
- Oro ai campionati italiani juniores indoor, 1500 m piani - 4'27"32
- Argento ai campionati italiani assoluti indoor (Ancona), 3000 m piani - 9'18"33
- Oro ai campionati italiani juniores (Rieti), 5000 m piani - 16'23"18

2020
- Oro ai campionati italiani assoluti (Modena), 5000 m piani - 15'46"26

2021
- Oro ai campionati italiani assoluti (Rovereto), 1500 m piani - 4'09"38
- Oro ai campionati italiani assoluti di corsa campestre, cross lungo 8 km - 29'01"
- Oro ai campionati italiani promesse di corsa campestre, cross lungo 8 km - 29'01"

2022
- Oro ai campionati italiani assoluti di corsa campestre, cross lungo - 26'47"
- Oro ai campionati italiani promesse di corsa campestre, cross lungo 8 km - 26'47"

2023
- Oro ai campionati italiani assoluti di corsa campestre, cross lungo 8 km - 27'09"
- Oro ai campionati italiani assoluti (Molfetta), 10000 m piani - 33'06"25
- Oro ai campionati italiani assoluti (Molfetta), 5000 m piani - 16'08"50
- Oro ai campionati italiani di 10 km su strada - 31'35"

2024
- Oro ai campionati italiani assoluti di corsa campestre (Cassino) - 28'47"
- Oro ai campionati italiani assoluti (La Spezia), 5000 m piani - 15'24"69

2025
- Oro ai campionati italiani assoluti di corsa campestre (Cassino) - 27'22"
- Oro ai campionati italiani assoluti (Caorle), 1500 m piani - 4'06"12
- Oro ai campionati italiani assoluti (Caorle), 5000 m piani - 15'03"63

## Altre competizioni internazionali
2018
- 8ª alla BOclassic ( Bolzano), 5 km - 18'21"

2019
- 6ª alla BOclassic ( Bolzano), 5 km - 16'11"

2020
- 5ª alla Cinque Mulini ( San Vittore Olona) - 17'56"

2021
- Oro nella Super League degli Europei a squadre ( Chorzów), 5000 m piani - 15'46"95
- Bronzo alla BOclassic ( Bolzano), 5 km - 15'55"

2022
- 11ª alla Doha Diamond League ( Doha), 3000 m piani - 8'50"66
- 6ª al Campaccio ( San Giorgio su Legnano) - 19'06"
- 6ª alla adizero Road to Records ( Herzogenaurach), 5 km - 15'13"

2023
- Campionati europei a squadre di atletica leggera ( Chorzów)
- Oro ai Campionati europei a squadre di atletica leggera ( Chorzów), 5000 m piani - 15'25"09
- 8ª ai London Anniversary Games ( Londra), 5000 m piani - 14'41"30
- 4ª al Campaccio ( San Giorgio su Legnano) - 19'38"
- Oro al Meeting Città di Padova ( Padova), 1500 m piani - 4'03"34
- Oro alla BOclassic ( Bolzano) - 15'29"

2024
- Argento al Campaccio ( San Giorgio su Legnano) - 19'46"
- 4ª alla Asics Speed Paris ( Parigi), 10 km - 31'19"
- 11ª al Golden Gala Pietro Mennea ( Roma), 1500 m piani - 3'59"19
- Bronzo alla Cinque Mulini ( San Vittore Olona) - 18'49"
- Oro al Cross Internacional de Alcobendas ( Alcobendas) - 26'14"
- Oro alla BOclassic ( Bolzano) - 15'30"

2025
- Campionati europei a squadre di atletica leggera ( Madrid)
- Oro ai Campionati europei a squadre di atletica leggera ( Madrid), 5000 m piani - 15'56"01
- Oro al Campaccio ( San Giorgio su Legnano) - 21'14"
- Oro al Cross di Alà dei Sardi ( Alà dei Sardi)
- Argento alla Tokyo Speed Race ( Tokyo) - 14'32"
- Argento al Meeting international Mohammed VI d'athlétisme de Rabat ( Rabat), 3000 m piani - 8'26"27
- Bronzo al Golden Gala Pietro Mennea ( Roma), 5000 m piani - 14'23"15